# Territorio del Bravo
El territorio del Bravo fue un territorio federal de México existente entre 1914 y 1917. Fue creado por medio del decreto del 17 de junio de 1914 dictado por el congreso de los Estados Unidos Mexicanos que reformaba los artículos 43 y 44 de la Constitución de 1857, con los distritos de Galeana y Bravos y una fracción del distrito de Iturbide del estado de Chihuahua; dicho decreto también creó los territorios de Jiménez y de Morelos.
Tras la promulgación de una nueva constitución el 5 de febrero de 1917, el territorio del Bravo fue reintegrado al estado de Chihuahua.